# Jelena Sergejewna Bulgakowa

Gedenktafel am Wohnhaus in Riga, Vīlandes iela 3 („In diesem Haus wohnte von 1902 bis 1908 Jelena Bulgakowa […], die Bewahrerin des Manuskripts des Romans ‚Der Meister und Margarita‘ ihres Lebensgefährten Michail Bulgakow“)

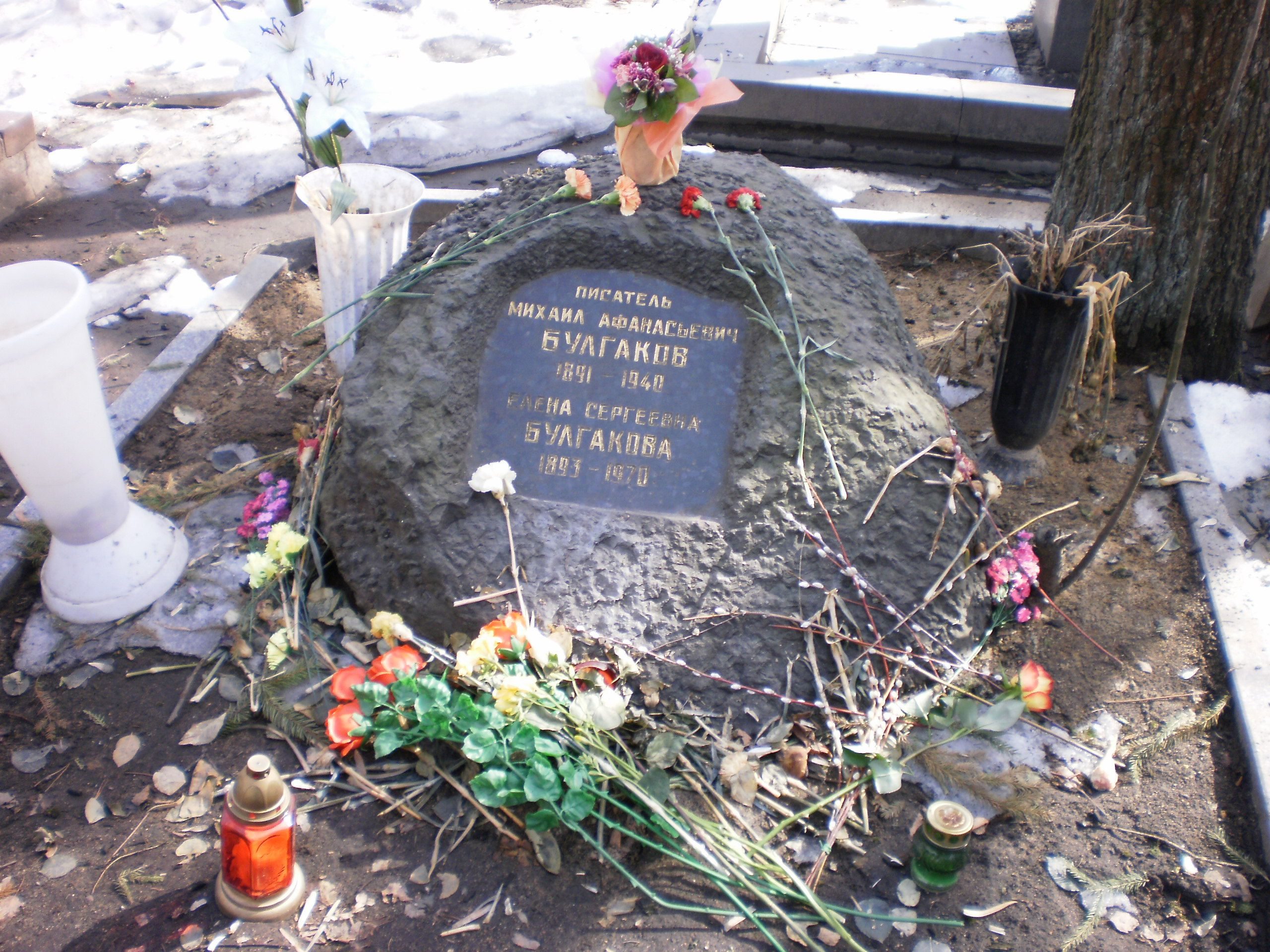
Grab von Michail Bulgakow und Jelena Bulgakowa auf dem Moskauer Nowodewitschi-Friedhof

Jelena Sergejewna Bulgakowa (russisch Елена Сергеевна Булгакова; geborene Nürenberg; * 21. Oktoberjul. / 2. November 1893greg. in Riga; † 18. Juli 1970 in Moskau) war die dritte Ehefrau von Michail Bulgakow und Verwalterin seines Nachlasses.
Jelena war eine Schwester von Olga Bokschanskaja, der Sekretärin Wladimir Nemirowitsch-Dantschenkos. Sie war in zweiter Ehe mit dem General der Roten Armee Jewgeni Schilowski verheiratet. 1932 trennte sie sich von ihm und heiratete den Schriftsteller Michail Bulgakow. Nach dessen Tod 1940 setzte sie sich für die Veröffentlichung seiner Werke ein.
Wladimira Ieronimowna Uborewitsch widmete Jelena Bulgakowa den Dokumentarroman 14 Briefe an  Jelena Sergejewna Bulgakowa.